# David Karpeles
David A. Karpeles (Duluth/Santa Bárbara, Estados Unidos, 26 de enero de 1936 - Ibídem, 19 de enero de 2022) fue un matemático, inversor, filántropo y magnate estadounidense, fundador del Karpeles Manuscript Library Museum.

## Biografía
David estuvo casado con Marsha Mirsky (1958-2021), con quien tuvo cuatro hijos: Mark, Leslie, Cheryl, Jason.
Estudio matemáticas en la Universidad de Minnesota graduado en 1956, y un máster en la San Diego State University (1962).